# Côte de Beaune

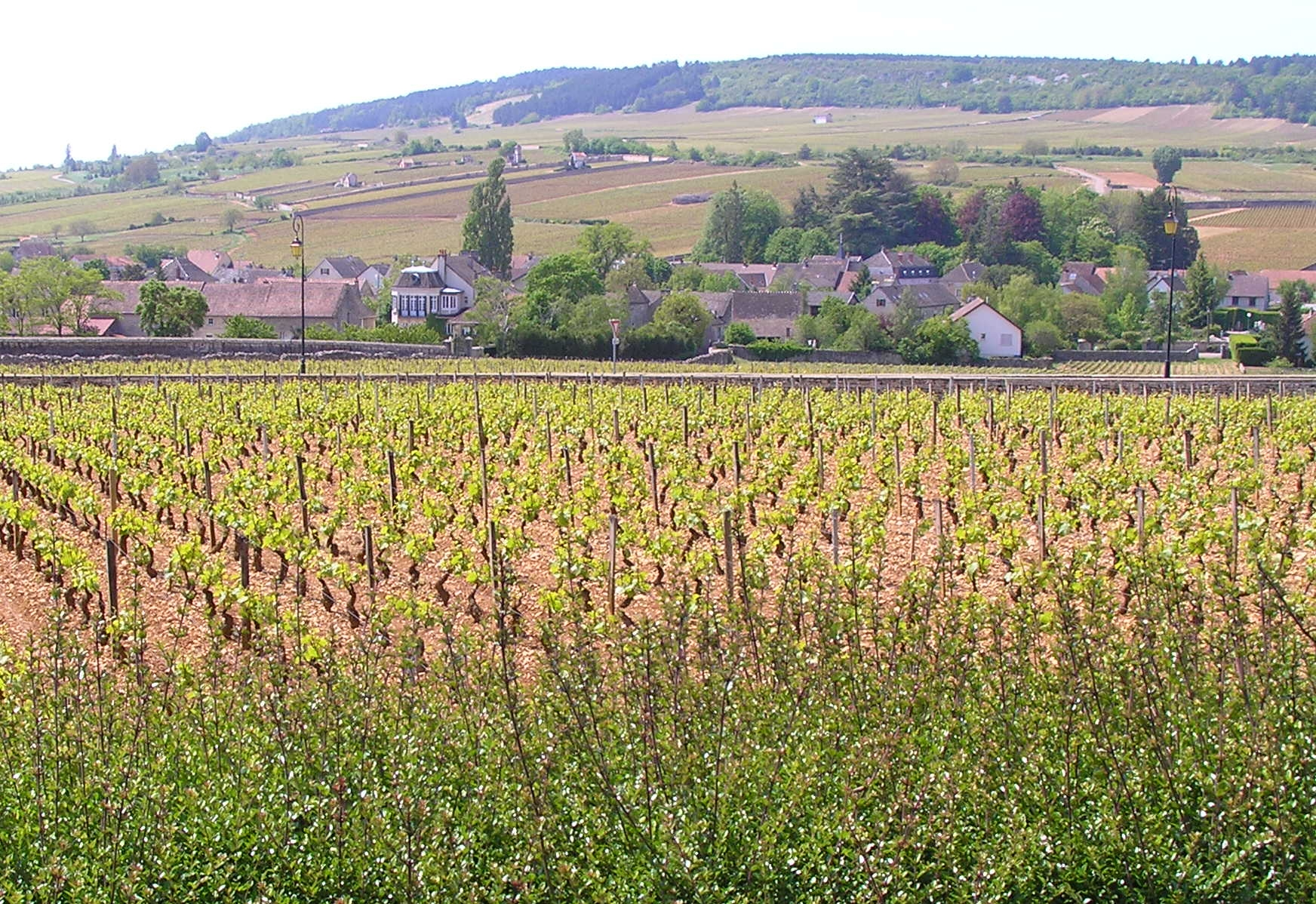
Vitigni di Chardonnay intorno a Meursault

La zona della Côte de Beaune è la parte meridionale della Côte-d'Or, il costone calcareo che ospita i grandi nomi del vino di Borgogna. La Côte de Beaune inizia tra Nuits-Saint-Georges e Beaune e si estende verso sud per circa 25 km fino al fiume Dheune. La tendenza alla produzione di vini rossi continua dalla Côte de Nuits a nord, fino a Beaune, anche se i vini diventano più leggeri e profumati. Più a sud si trovano i grandi nomi del Borgogna bianco come Meursault e Chassagne-Montrachet. L'estremo sud del distretto vede un ritorno ai vini rossi a Santenay che continua attraverso il Dheune nella Côte Chalonnaise. Questo mix di uve pinot nero e chardonnay riflette la geologia della Côte d'Or meridionale che è più variabile rispetto a quella nord.

## Denominazioni

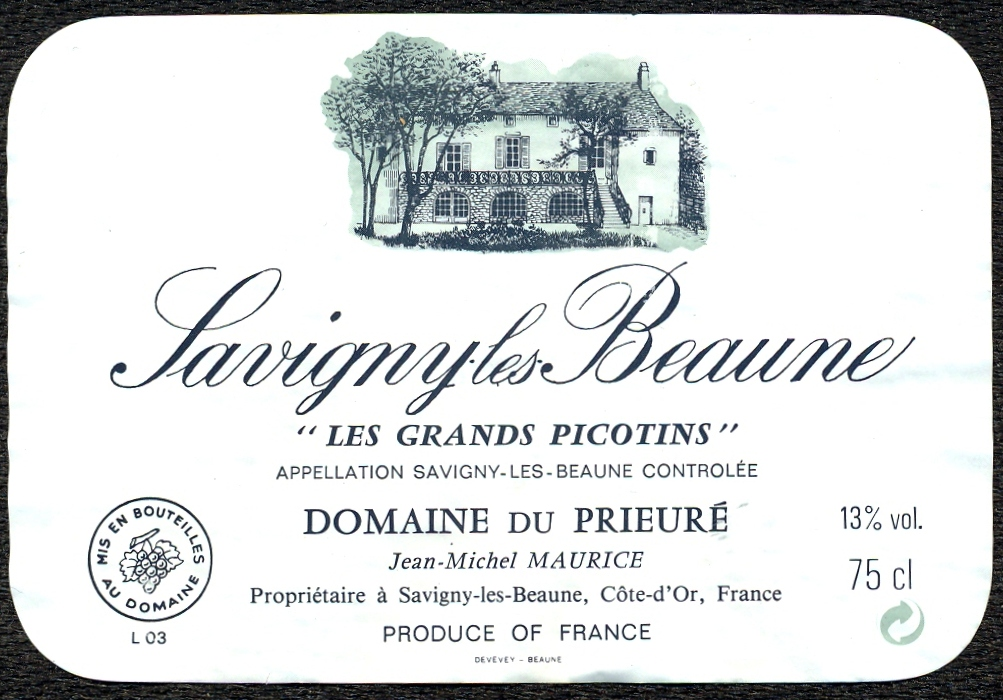
Etichetta del vino di Savigny

Sopra l'AOC Bourgogne di base si trova il Côte de Beaune Villages, una denominazione generale per i vini di uno o più dei 16 villaggi del distretto esclusi Aloxe-Corton, Pommard, Volnay e Beaune. Quattro vigneti su una collina sopra Beaune ottengono la confusa designazione di Côte de Beaune. Le Hautes-Côtes de Beaune sono una denominazione separata per le colline a ovest di Beaune.
Le denominazioni individuali di "villaggio" sono il passo successivo, seguite dai Premiers Crus, che corrispondono grosso modo ai singoli vigneti che non sono abbastanza buoni per lo status di Grand Cru. "Premier Cru" da solo si riferisce a una miscela di diversi vigneti premier cru, il vino prodotto da un solo luogo sarà "Premier Cru" seguito dal nome del vigneto.
I "Corton" di Aloxe-Corton sono gli unici vini rossi Grand Cru del comprensorio. La stessa comunità ha uno dei grandi vini bianchi nel Grand Cru di Corton-Charlemagne (che si estende a Pernand e Ladoix), mentre la famiglia Montrachet di Grand Crus è più a sud, divisa tra Puligny-Montrachet e Chassagne-Montrachet.
Da nord a sud i comuni della Côte de Beaune sono i seguenti:

## Comuni del nord

### Pernand-Vergelesses
Nell'angolo nord-ovest della Côte de Beaune, Pernand-Vergelesses produce circa il 75% di rosso. Il comune dispone di 34,3 ettari del Grand Cru Corton-Charlemagne (vedi Aloxe-Corton sotto) e cinque di Premier Cru (57 ettari), di cui Ile de Vergelesses è il più notevole. In totale ci sono 228,3 ettari di vigneto.

### Ladoix-Serrigny
In pianura, Ladoix è il più settentrionale dei villaggi della Côte de Beaune sulla N74 Route des Grand Crus. Ha 160,1 ettari di vigneti, incluso un altro pezzo di Corton-Charlemagne.

### Aloxe-Corton
Come Vougeot con il Clos de Vougeot, la denominazione di Aloxe (pronunciata "Alosse") è dominata da un unico vigneto. Il lato est della collina di Corton, circa 100 ettari, è dedicato ai vini rossi. Ciascuno dei 22 lotti può aggiungere il suo nome a quello del vigneto, quindi ci sono Corton Le Corton, Corton Clos du Roi, Corton-Bressandes, Corton-Renardes e così via. Al loro meglio i vini rossi di Corton combinano la robustezza della Côte de Nuits con l'eleganza della Côte de Beaune.
Sul lato sud-ovest della collina si trova un pezzo di terra donato da Carlo Magno all'Abbazia di Saulieu nel 775. Secondo la leggenda la moglie dell'imperatore aveva insistito sulla coltivazione di uva bianca sul sito, per evitare che la barba del marito si macchiasse di vino rosso. Se è così, aveva un occhio acuto, poiché i 72 ettari di Corton-Charlemagne producono alcuni dei grandi Borgogna bianchi. La denominazione di Aloxe-Corton copre 297,1 ettari di cui 169,6 Grand Cru e 37,5 Premier Cru.

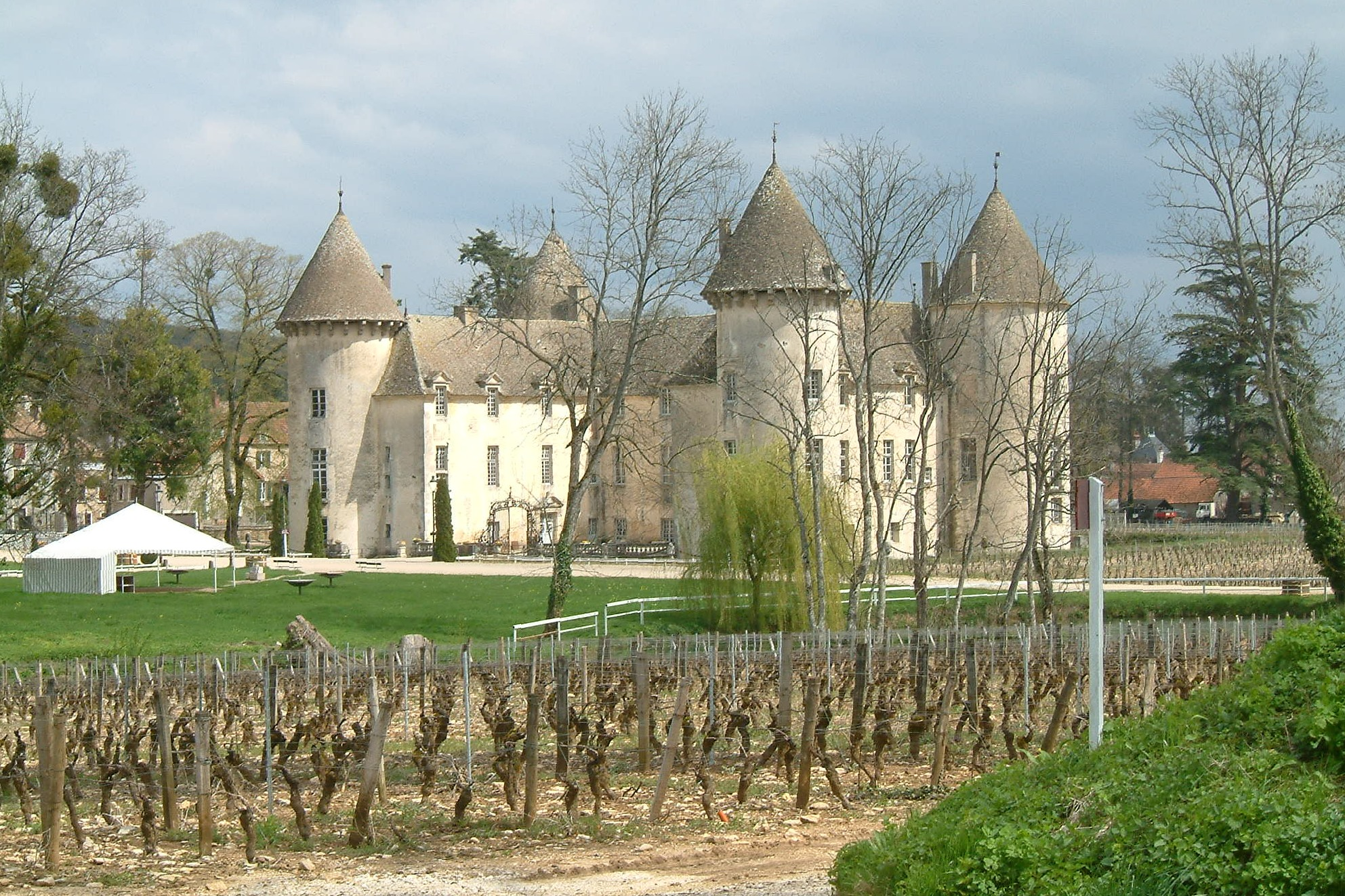
Castello di Savigny-lès-Beaune

### Savigny-lès-Beaune
Savigny è la terza denominazione più grande per produzione nella Côte de Beaune, principalmente di vino rosso. I 22 Premier Cru sono disponibili in due stili, più delicati sui terreni argillosi esposti a nord, più corposi quelli su ghiaia più a est rivolti a sud. I vigneti si estendono su 544 ettari di cui 141,5 Premier Cru.

### Chorey-lès-Beaune
Si tratta di un altro satellite di Beaune che produce principalmente vino rosso in uno stile simile a Beaune e Savigny ma ancora più leggero. La denominazione è stata assegnata solo nel 1970. Non ci sono Premier Crus nei suoi 168 ettari, di cui 9,3 coltivati a Chardonnay.

### Beaune

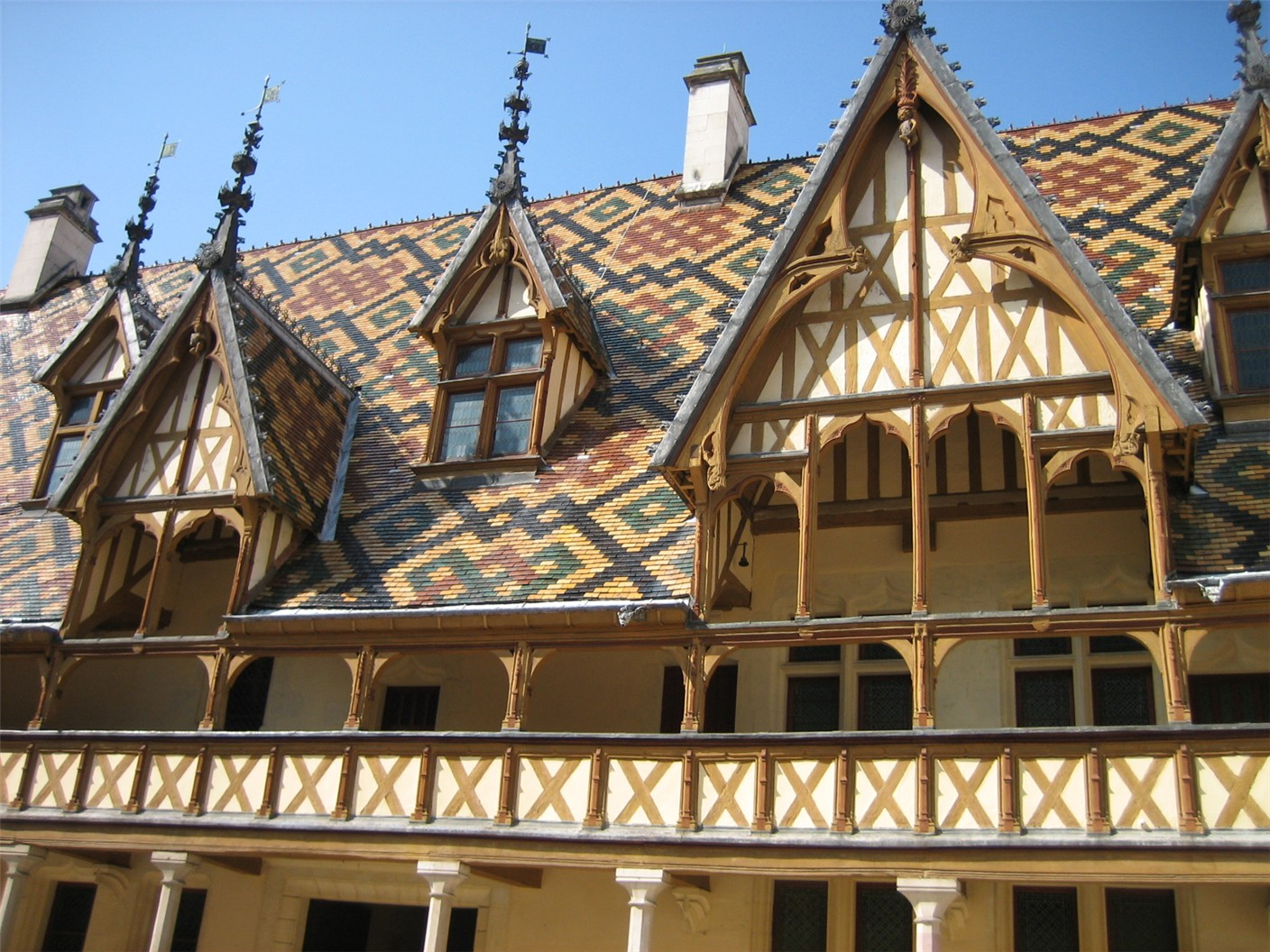
Il famoso tetto degli Hospices de Beaune

Il centro commerciale della Côte-d'Or è anche la più grande denominazione e produzione. La maggior parte dei grandi negozianti ha partecipazioni sostanziali nella regione. I 28 Premier Cru occupano 322 ettari dei 450 complessivi. I vini del nord sono più solidi e più durevoli, quelli del sud più morbidi. Come accennato in precedenza, una collina locale ottiene la propria denominazione di "Côte de Beaune".
Gli Hospices de Beaune sono un ente di beneficenza con sede nella città, composto dall'ospedale Hôtel-Dieu e dagli Hospices de la Charité. Gli Ospizi sono finanziati dalla loro dotazione di 55 ettari di vigneti sulla Côte d'Or e l'asta dei loro vini, la terza domenica di novembre, fissa un punto di riferimento per i prezzi per quell'annata.

### Pommard
Pommard (pronunciato Poe-Marr) produce alcuni dei vini più tanninici e corposi del dipartimento della Cote d'Or. Come Nuits-St-George, il nome di Pommard è stato reso famoso come mercato di vini provenienti da zone migliori, nei giorni precedenti la Appellation Controlee. Anche il fatto che il suo nome sia facile da pronunciare per gli stranieri ha aiutato. Una superficie coltivata di 337 ettari fanno di Pommard la seconda area più grande per produzione dopo Beaune. 135 ettari di questi sono Premier Cru, di cui Les Epenots e Les Rugiens sono i più notevoli.

### Volnay
In generale i vini di Volnay sono più leggeri, più eleganti e aggraziati della maggior parte degli altri rossi Burgundi della Cote d'Or. Ha una superficie di 242 ettari di vigneti, di cui 115 suddivisi in 26 Premier Cru.. I più importanti di questi sono Bousse d'Or, Champans, Clos des Chenese, Clos des Ducs, Les Caillerets, Santenots e Taille Pied.
Il vino rosso del vigneto Santenots è classificato come Volnay Santenots, mentre il vino bianco dello stesso vigneto può chiamarsi Meursault Premier Cru o Meursault Santenots.

### Monthélie

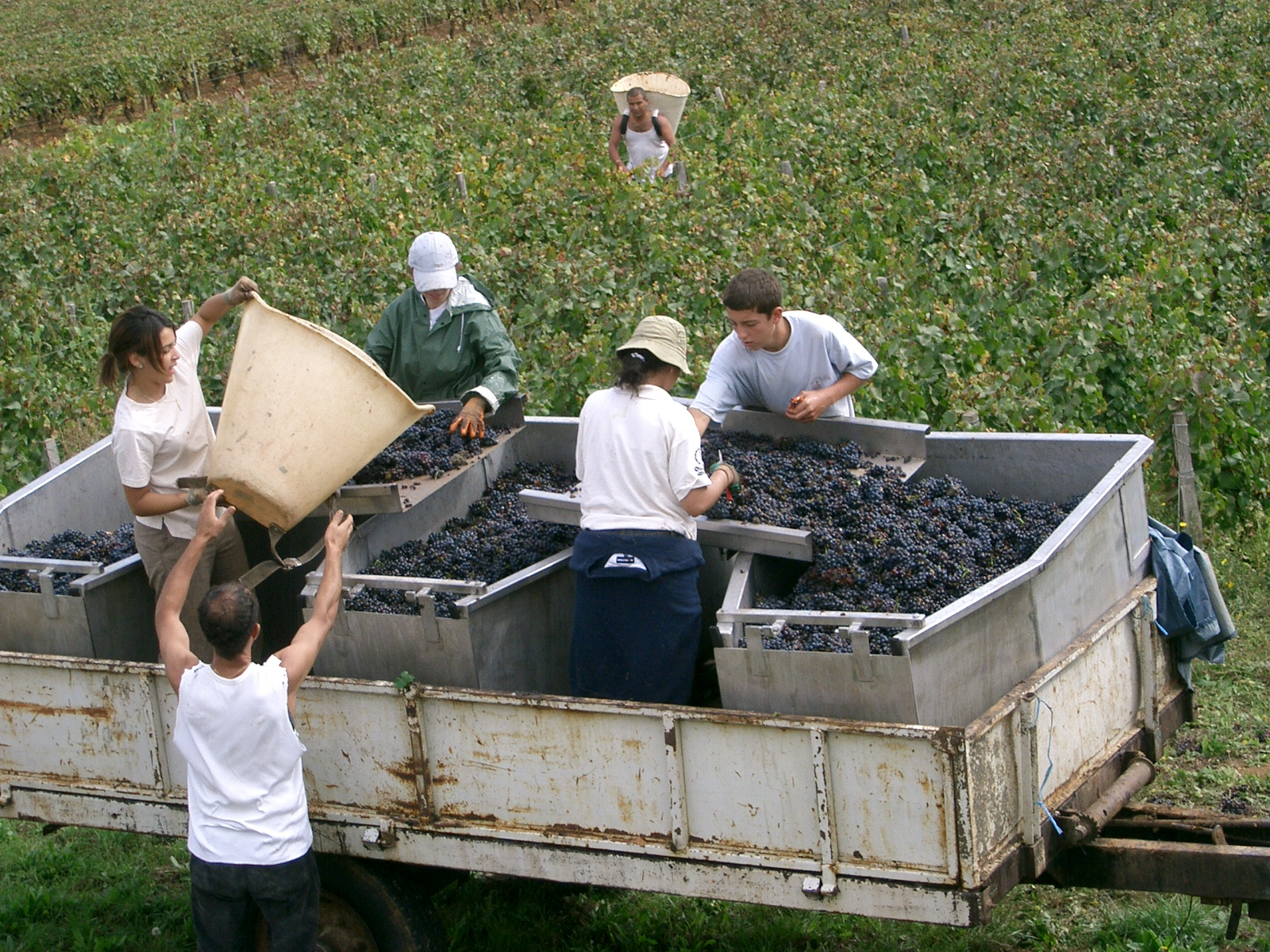
Tempo di vendemmia sulla Côte de Beaune

A sud-ovest di Volnay si trova il borgo storico di Monthélie. È un po' fuori mano, sia letteralmente che nel mondo del vino, ma il fratellino di Volnay può fornire vini rossi in stile Volnay a prezzi inferiori a quelli del fratello maggiore. 31 ettari dei 140 sono Premier Cru.

### Saint Romain
Il vecchio nome di "Belles Roches" allude alla spettacolare posizione di Saint Romain, adagiata sotto una scogliera in cima alla valle di Clous sopra Meursault. La denominazione è stata designata solo nel 1947 e non ci sono Premier Cru nei suoi 135 ettari. I vini, prevalentemente rossi, rappresentano il lato più rustico della Borgogna.

### Auxey-Duresses
Precedentemente di proprietà dell'abbazia di Cluny, Auxey era un tempo il sito di molti mulini ad acqua alimentati dal fiume Clous. È un'altra di quelle denominazioni meno conosciute, poiché i suoi vini venivano venduti come Volnay o Pommard. Ha 32 ettari di Premier Crus nei suoi 170 ettari totali, e le significative piantagioni di Chardonnay ci dicono che si sta per entrare nel territorio del vino bianco.

## Comuni meridionali

### Meursault
Forse sorprendentemente, uno dei nomi più famosi della Borgogna non ha Grand Crus, anche se ci sono state richieste per Les Perrieres di essere designato in questo modo sin da quando è stato descritto come "tête de cuvée" nella lista del 1855. Meursault coltiva quasi esclusivamente Chardonnay (si noti l'eccezione di Santenots menzionato nella sezione Volnay), che rende il Borgogna bianco meravigliosamente ricco e burroso, sviluppando un certo aroma di nocciola con il tempo. I Premier Crus occupano 132 ettari dei 437 totali. 

### Blagny
Blagny è un antico villaggio gallo-romano in pianura, i cui vini bianchi sono venduti come Meursault o Puligny-Montrachet. La denominazione Blagny è stata creata nel 1970 per i vini rossi della zona. Non hanno la finezza dei vini dell'alto della cresta, ma Blagny è una fonte di Borgogna rosso più economica in uno stile rustico e leggero.

### Puligny-Montrachet

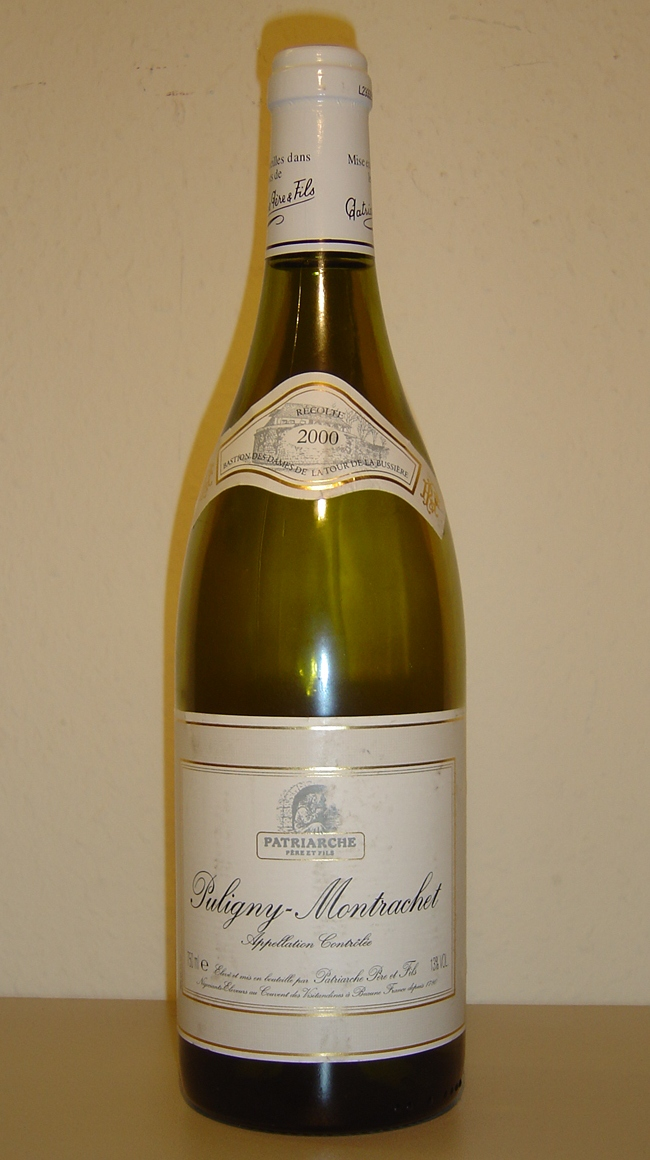
Vino del villaggio di Puligny-Montrachet

La "collina Scabby" ("Mont Rachaz"), poco più di un'ondulazione tra Puligny e Chassagne, è uno dei vigneti più famosi al mondo. I vini del lato Chassagne sono chiamati " Le Montrachet" e quelli del lato Puligny semplicemente "Montrachet" e ci sono 4 ettari per ciascun prodotto. Sopra Montrachet vero e proprio ci sono i 7,59 ettari di Chevalier Montrachet (tutto a Puligny), in fondo al pendio si trova Bâtard Montrachet (6.02 ettari a Puligny). I nomi di questi due Grand Cru presumibilmente riflettono la divisione della tenuta del Seigneur de Montrachet tra i suoi due figli, uno dei quali era stato un cavaliere nelle Crociate mentre l'altro era illegittimo. Puligny produce anche il Grand Cru di Bienvenues-Bâtard-Montrachet (3,69 ettari).
Ci sono anche 100 ettari di vigneti Premier Cru su un totale di 235 ettari. Tecnicamente ci sono 24 Premier Cru, sebbene 10 di essi rappresentino particolari appezzamenti all'interno di altri Premier Cru. Mentre i vini bianchi, complessi e minerali, attirano tutta l'attenzione, ci sono 6,4 ettari di Pinot nero.

### Chassagne-Montrachet
Oltre a 4 ettari di Le Montrachet  e 5,85 di Bâtard Montrachet, Chassagne contiene tutti gli 1,57 ettari del Grand Cru Criots-Bâtard-Montrachet. Ci sono 159 ettari di Premier Cru sui 350,4 di Chassagne, che contengono una sorprendente quantità di Pinot nero. Attualmente si produce meno vino rosso, poiché viene venduto a prezzi inferiori rispetto ai bianchi, sebbene gran parte della terra del Pinot sia meno adatta alla produzione di Chardonnay. Il vino bianco tende ad essere più ricco di quello di Puligny ma non così elegante; i rossi sono piuttosto robusti e hanno bisogno di tempo per maturare.

### Saint Aubin
Verso le Hautes-Côtes de Beaune a ovest di Montrachet, i vigneti di St Aubin erano un tempo coltivati a gamay, ma ora producono una miscela di Chardonnay e Pinot nero. Tradizionalmente il villaggio è stato oscurato dai nomi famosi a est, anche se la reputazione dei suoi vini bianchi si sta sviluppando mentre i prezzi dei suoi vicini si dirigono verso la stratosfera. I vini rossi hanno note coriacee nella loro giovinezza, che si ammorbidiscono piacevolmente con l'età. 156 ettari dei 237 sono Premier Cru.

### Santenay
La coda meridionale della Côte de Beaune vede il Pinot nero predominare, con il 90% del vino di Santenay rosso. I vini sono solidi, tendenti più al rustico che all'elegante, ma sono più economici dei grandi nomi del nord. Santenay ha 124 ettari di Premier Crus nei suoi 379 totali. Il calcare grigiastro costituisce l'altura fino a un'altezza di 500 metri. Più in basso nel pendio, a partire dalla dai 300 metri, si trovano calcare oolitico, oolite bianca, marne, calcare a forma di rene e oolite inferiore su uno strato di marna.

### Les Maranges
Les Maranges è stato creato nel 1989 come fusione di tre denominazioni a ovest di Santenay: Cheilly-lès-Maranges, Dezizes-lès-Maranges e Sampigny-lès-Maranges. Essendo in Saona e Loira alcuni considerano questi villaggi come non parte della Côte d'Or vera e propria, anche se la geologia è simile e i vini sono discreti. 100 ettari dei 240 sono Premier Cru.